# 波札那國家奧林匹克委員會
博茨瓦納國家奧林匹克委員會（Botswana National Olympic Committee）是博茨瓦納的國家奧林匹克委員會。該組織成立於1978年，是國際奧委會和非洲國家奧林匹克委員會聯合會的成員。1980年，首次派員參加在蘇聯莫斯科舉辦的夏季奧運會。
現時，博茨瓦納國家奧林匹克委員會的總部設在該國首都嘉柏隆里，主席是Botsang Tshenyego。

## 資料來源
1. ↑  .   [2014-03-25]. （原始内容存档于2011-10-05）.